# Belorousskaïa (métro de Moscou, ligne Koltsevaïa)
Ne doit pas être confondu avec Belorousskaïa (métro de Moscou, ligne Zamoskvorestkaïa).
Belorousskaïa (en russe : Белору́сская et en anglais : Belorusskaya)  est une station de la ligne circulaire Koltsevaïa (ligne 5 marron) du métro de Moscou, située sur le territoire de l'arrondissement Tverskoï dans le district administratif central de Moscou.
Elle est mise en service en 1952, lors de l'ouverture de la deuxième section de la ligne circulaire.

## Situation sur le réseau
Établie en souterrain, à 36 mètres sous le niveau du sol, la station Belorousskaïa est située au point 115+08,2 de la ligne circulaire Koltsevaïa (ligne 5 marron, entre les stations Krasnopresnenskaïa et Novoslobodskaïa.

## Histoire
La station Belorousskaïa est mise en service le 30 janvier 1952, lors de l'ouverture à l'exploitation de la deuxième section de la ligne circulaire, entre Kourskaïa et Belorousskaïa.
Le dernier tronçon, entre Belorousskaïa et Park koultoury, permettant l'achèvement de la ligne circulaire est ouvert le 14 mars 1954.

## Patrimoine architectural

Détails de l'architecture de la station
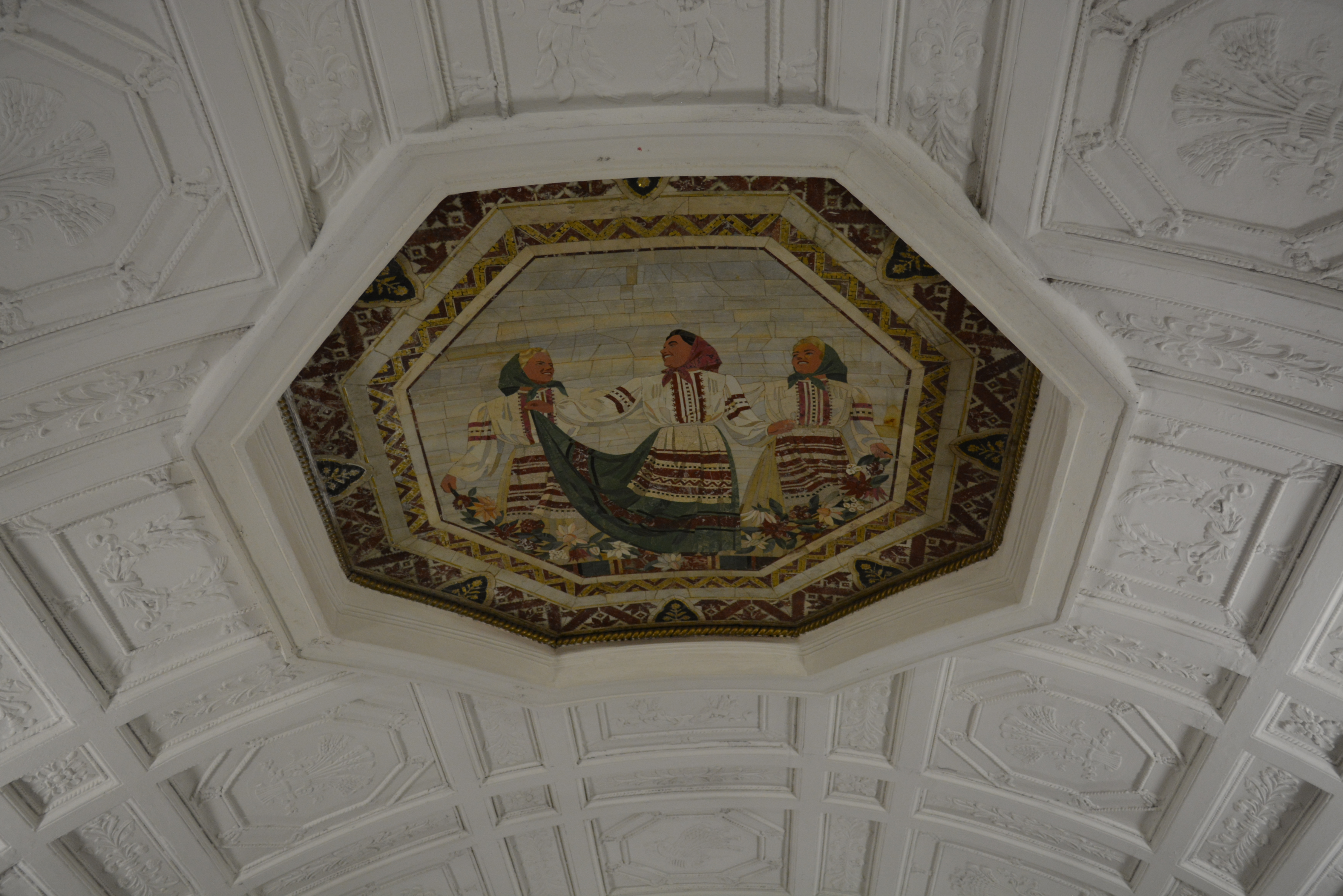
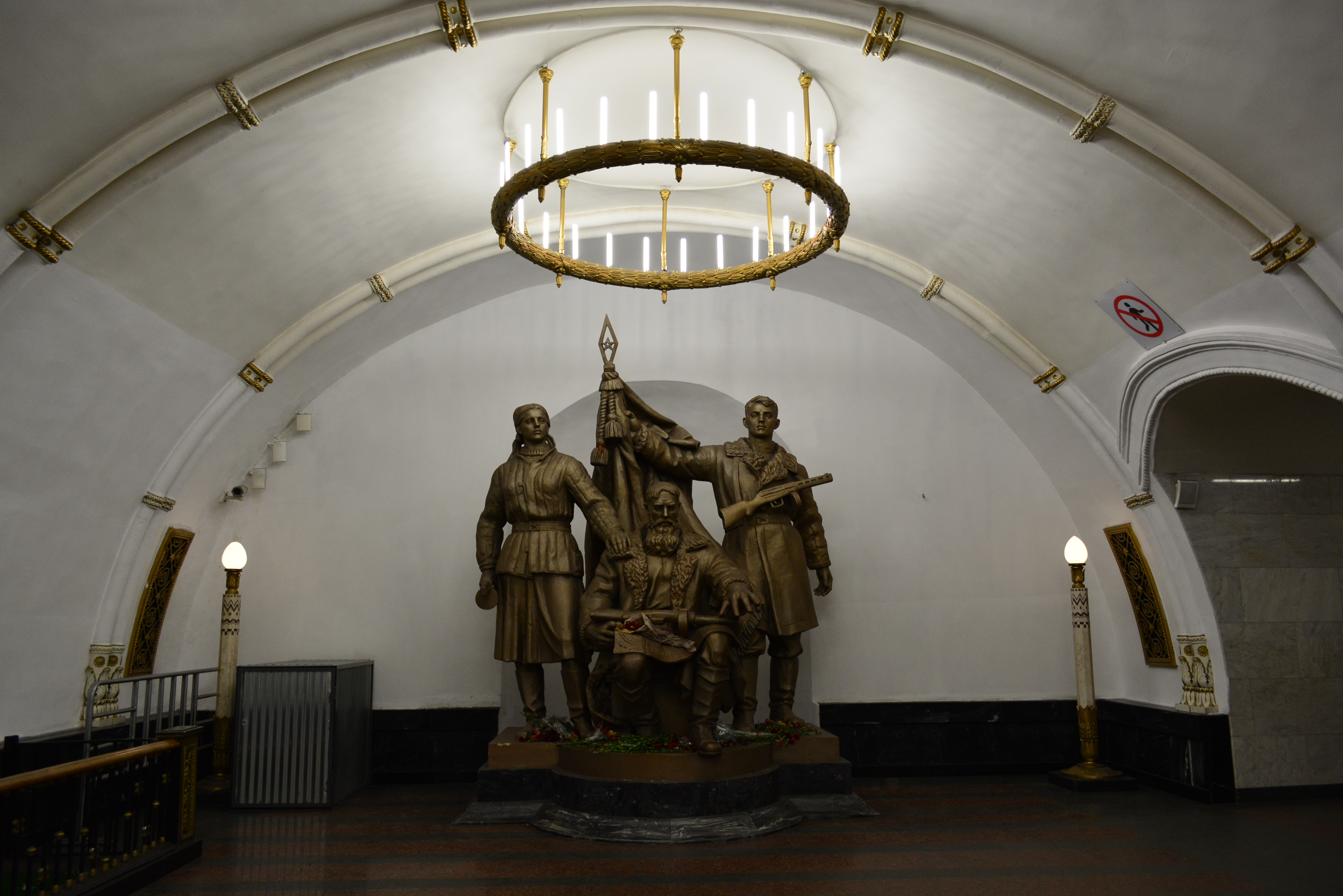
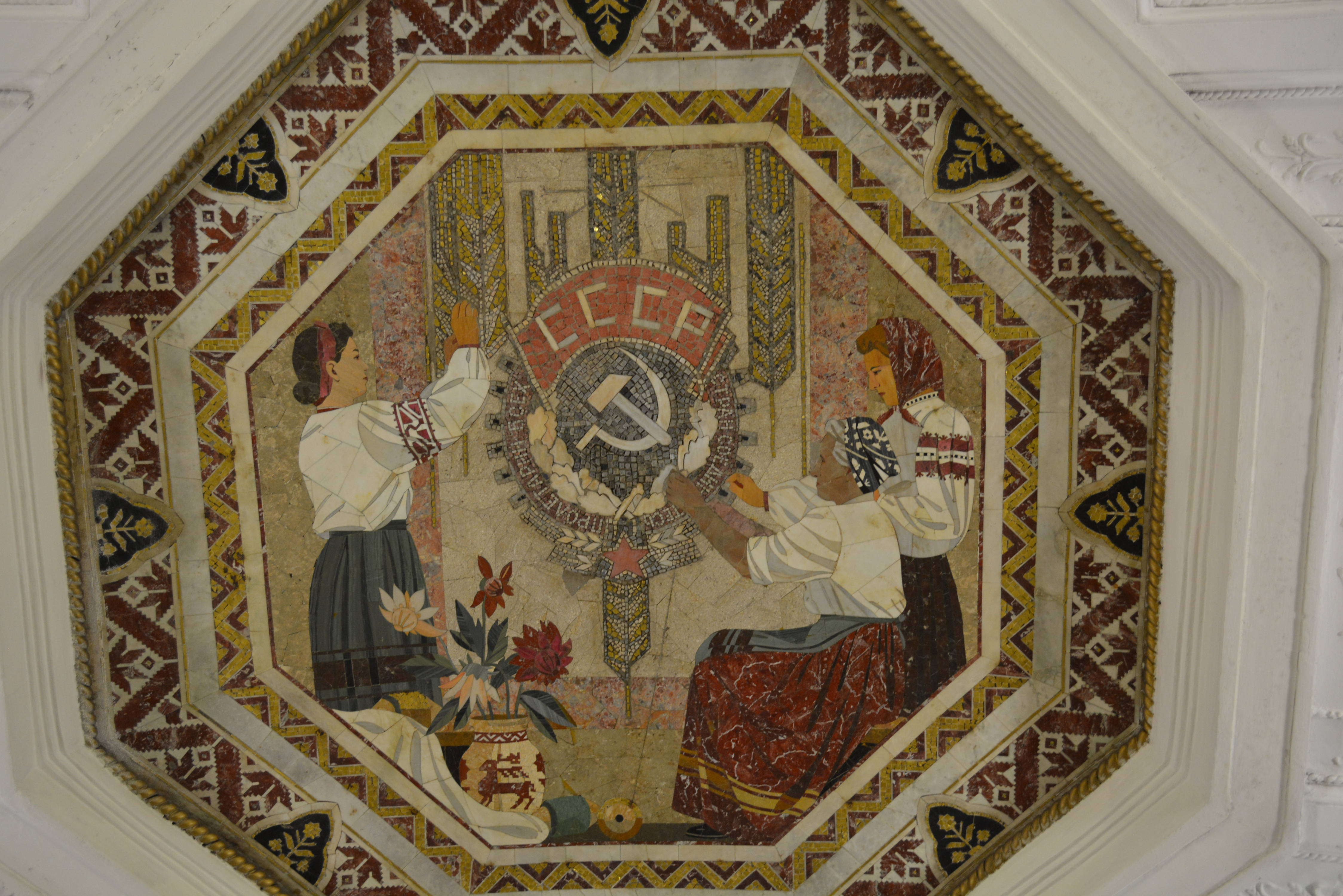